# پوم پوم
قصه‌های پوم پوم (به مجاری: Pom Pom meséi) یک سریال انیمیشن تلویزیونی ساخت مجارستان است که از ‎۱۹۸۰–۱۹۸۴ پخش شد. کارگردانی و گرافیک اثر به ترتیب توسط آتیلا دارگای و فرنتس شایدیک به انجام رسید. دو شخصیت اصلی انیمیشن پوم پوم و رُزی (در نسخهٔ مجاری پیتسور) هستند. ساخت سریال در دو فصل صورت گرفت؛ فصل نخست در سال ۱۹۷۸ (در ۱۴ قسمت) و فصل دوم در سال ۱۹۸۱ (در ۱۲ قسمت).
این اثر در ایران نیز دوبله و پخش شده‌است.

## داستان
رُزی دختر کوچکی با موهای طلایی است که در راه مدرسه دوستش پوم پوم را می‌بیند و او برایش داستان‌های مختلفی نقل می‌کند. پوم پوم موجودی خاص است که هر دقیقه یک شکلی است؛ می‌تواند یک دسته مو، کلاه گیس، دستکش پوستین، قلمو یا یک گلولهٔ پشمی روی نوک یک کفش باشد. پوم پوم بیشتر اوقات مثل یک کلاه پوستی است که روی شاخهٔ بلند و نازکی نشسته‌است.